# Världsutställningen 1911

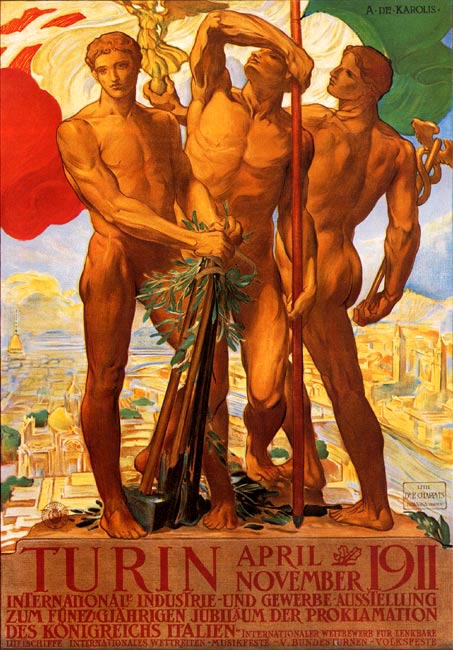
Affisch för världsutställningen i Turin.

Världsutställningen 1911 ägde rum i Turin i Italien 1911. Det var den 17:e världsutställning som erkändes officiellt av Bureau International des Expositions (BIE).